# トリスタン・ツァラ
トリスタン・ツァラ（Tristan Tzara、1896年4月16日 - 1963年12月25日）は、ダダイスムの創始者として知られるフランスの詩人。本名サミュエル・ローゼンストック（Samuel Rosenstock）。1925年に正式に改名。トリスタン・ツァラというペンネームは、リヒャルト・ワーグナーの楽劇『トリスタンとイゾルデ』への言及であり、フランス語の「悲しい（triste）」とルーマニア語の「故郷（ţară）」を合わせたもので、「故郷で悲しむ者」という意味がある。

## 生涯
ツァラはルーマニア北部のモイネシュチで裕福なユダヤ人家庭に生まれた。ツァラは象徴主義の影響のもと、実験的な詩を創作していたイオン・ヴィネアと画学生のマルセル・ヤンコらとともに雑誌シンボル (雑誌)を創刊する。
ツァラは、ブカレスト大学で数学と哲学を学んでいたが第一次世界大戦中、ヤンコとともにスイスのチューリッヒを訪れ、1916年にリヒャルト・ヒュルゼンベック、ゾフィー・トイバー、フーゴ・バル、ジャン・アルプ、ハンス・リヒターらとともにチューリッヒ・ダダを結成し、「ダダ宣言1918」を発表。キャバレー・ヴォルテールを中心に行われた徹底的に言語の意味性を剥ぎ取る手法と挑発的なパフォーマンスで、ヨーロッパ中の芸術家に衝撃を与えた。
やがてパリのアンドレ・ブルトン、ルイ・アラゴンらが創刊した『リテラチュール』誌に寄稿するなど活動を共にし、1920年1月17日に渡仏、ブルトンとともにパリ・ダダを率いることになる。だが、まもなくツァラとブルトンの対立が露わになり、運動内部の対立につながり、即興劇「バレス裁判」を機にダダは衰退した。数年間の沈黙を続けた後ブルトンと和解しシュルレアリスムに参加する。
ツァラは第二次大戦下ではフランスに留まりレジスタンス活動に身を投じた。戦後はフランスに帰化し、1947年にはフランス共産党に入党、1963年に亡くなる直前まで詩作を続けた。モンパルナス墓地に埋葬された。

## 著書

### 邦訳
- 『トリスタン・ツァラ』浜田明訳、思潮社、1969年
- 『ダダ宣言』小海永二、鈴村和成共訳、竹内書店、1970年
- 『ダダ・シュルレアリスム - 変革の伝統と現代』（Le Surréalisme et l’Après-guerre, 1947）浜田明訳、思潮社、1971年、1985年
- 『ツァラ詩集』浜田明訳、思潮社、1981年
- 『種子と表皮』（Grains et Issues, 1935）塚原史訳、思潮社、1988年
- 『トリスタン・ツァラの仕事（Tristan Tzara II 詩篇）』塚原史・大平具彦共訳、思潮社、1988年
- 『七つのダダ宣言とその周辺』小海永二、鈴村和成共訳、土曜美術社（セリ・クレアシォン）1994年
- 『アンチピリン氏はじめて天空冒険ほか』（La Deuxième Aventure céleste de M. Antipyrine, 1916）宮原庸太郎訳、書肆山田、2001年
- 『ランプの営み』（Lampisteries, 1963）宮原庸太郎訳、書肆山田、2010年
- 『七つのダダ宣言』（Sept manifestes Dada, 1924）宮原庸太郎訳、書肆山田、2010年
- 『ムッシュー・アンチピリンの宣言 - ダダ宣言集』塚原史訳、光文社（光文社古典新訳文庫）2010年